# たも網

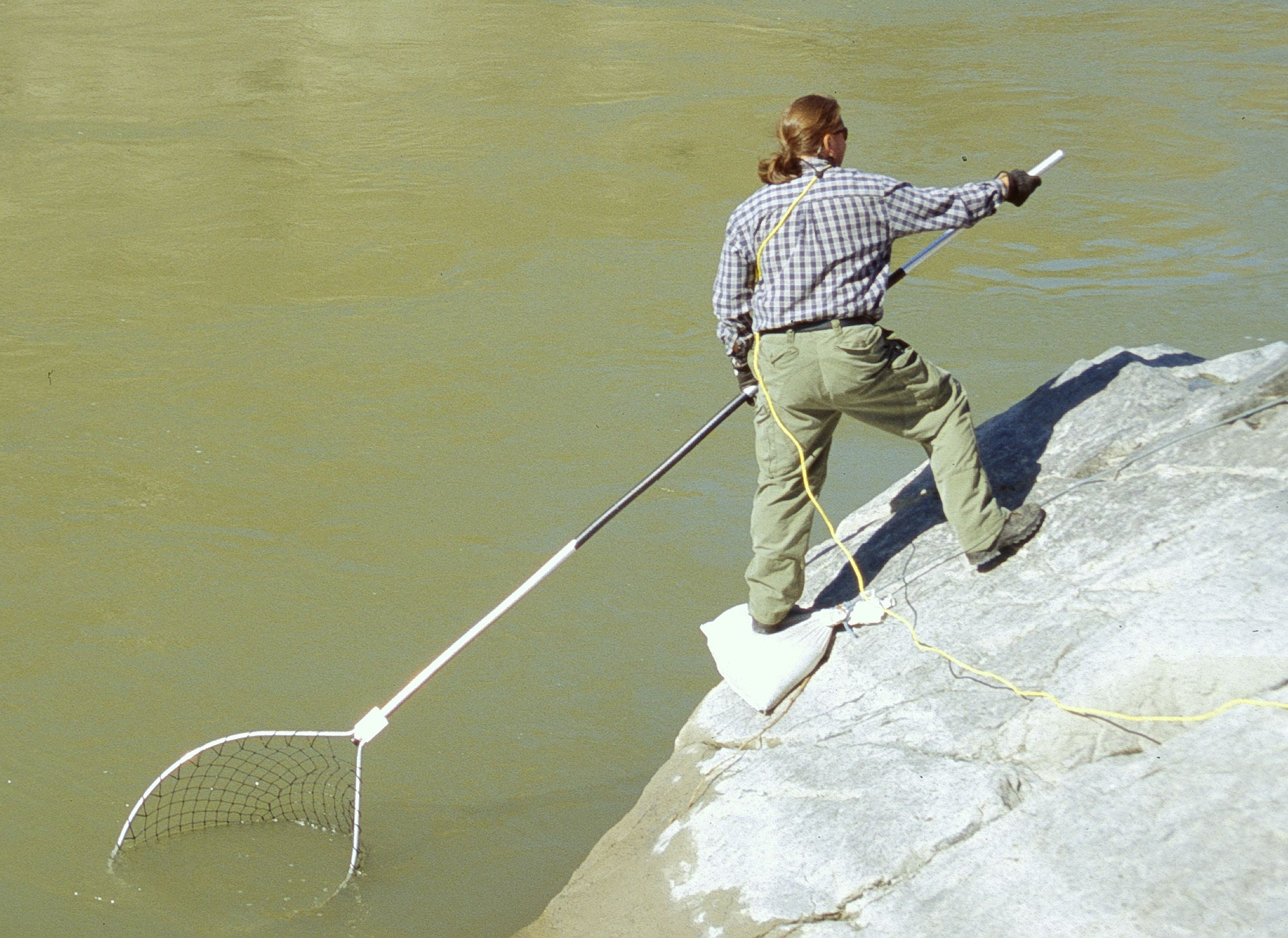
カナダ、フレーザー川で行われる伝統的なサケ取り

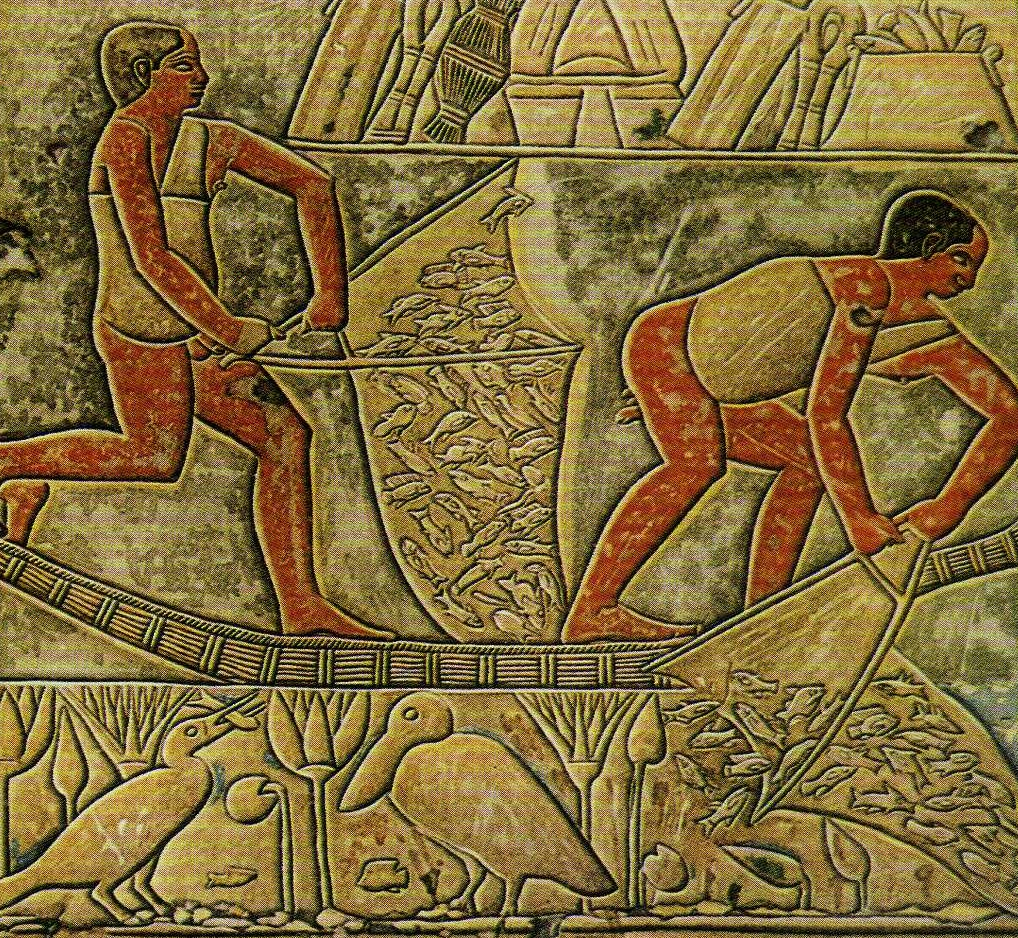
古代エジプトのたも網

たも網（攩網、たもあみ）は、袋状にした網を、木、竹、金属、炭素繊維で作った円形（楕円形）あるいは三角形の枠に結び付け、さらに柄を取り付けたものすくい網の一種。

## 生物の採捕
水中にいる魚をすくう網あるいは昆虫網として用いる。野外調査のため水生生物などを採捕するときにも用いる。
網には着脱式のものもある。また、柄には伸縮式のものもある。
網の中に魚や水生昆虫などを追い込むようにして捕らえる。